# Emilio Zannerini
Emilio Zannerini (Massa Marittima, 8 aprile 1891 – Grosseto, 9 giugno 1969) è stato un politico e partigiano italiano.

## Biografia
Di professione muratore, militò fin da giovane nel Partito Socialista Italiano ed entrò a far parte della Direzione nel 1920. Nel 1921 fu tra i firmatari del patto di pacificazione con i fascisti. Nel 1922 lasciò il PSI e passò al Partito Socialista Unitario. Nel 1926, con il varo delle leggi fascistissime, emigrò a Nizza, dove ritrovò l'amico e compagno di partito Sandro Pertini, e fu condannato da latitante a cinque anni di confino.
Nel 1927 fu processato in contumacia e condannato a due anni e mezzo di reclusione. Dopo la caduta del fascismo rientrò in Italia e partecipò alla Resistenza in Maremma e a Siena, dove divenne segretario del CLN. Di nuovo nel Partito socialista, fece parte della Consulta Nazionale e venne poi eletto all'Assemblea Costituente.
Dal marzo 1946 al maggio 1956 fu consigliere comunale a Grosseto. Nel gennaio 1951 entrò in Senato in sostituzione dello scomparso Ilio Barontini, mentre alle elezioni del 1953 fu eletto alla Camera dei deputati. Allo scadere del mandato, nel 1958, scelse di non ricandidarsi e si ritirò a vita privata.
Morì nel giugno 1969 all'età di 78 anni.